# Bernd Niesecke
Bernd Niesecke (n. 30 octombrie 1958, Brandenburg an der Havel, Potsdam District⁠(d), RDG) este un canotor ce a reprezentat Republica Democrată Germană, medaliat olimpic. A participat la o ediție a Jocurilor Olimpice (1988) în care a câștigat o medalie de aur.

## Participări
Lista de mai jos prezintă principalele competiții la care a participat Bernd Niesecke de-a lungul carierei.
- rowing at the 1988 Summer Olympics – men's coxed four[*][4]